# Schleudern (Rad-Schiene)
Schleudern bezeichnet in der Eisenbahntechnik fachsprachlich das Durchdrehen eines angetriebenen Rades auf einer Schiene. Schleuderschutz genannte Einrichtungen sollen dies verhindern.
Ausschlaggebend für Übertragung von Zug- und Bremskräften vom Rad auf die Schiene ist das Reibungsverhältnis zwischen Rad und Schiene. Dieses wird durch den Haftreibungskoeffizienten {\displaystyle \mu _{h}} beschrieben, der das Verhältnis von maximaler Zug- bzw. Bremskraft zur wirkenden Normalkraft angibt. Auf trockenen Schienen liegt der Haftreibungskoeffizient bei ca. 0,3 (bei gesandeten Schienen noch höher), bei nassen Schienen, insbesondere in Kombination mit weiteren Verunreinigungen, teilweise deutlich darunter.
Wirkt eine Zugkraft am Radumfang, so ergibt sich grundsätzlich eine als Schlupf bezeichnete Relativbewegung zwischen Rad- und Schienenoberfläche, deren Betrag von der wirkenden Kraft und der Geschwindigkeit abhängt. Nähert sich die Zugkraft der maximalen Reibungskraft, so wird der Schlupf zunächst größer (Makroschlupf), bis es bei einer Überschreitung der maximalen Reibungskraft zu einer Entkopplung zwischen Rad und Schienen kommt und das Rad sich unkontrolliert schneller dreht, als es der Fahrgeschwindigkeit entspricht. Diesen Zustand bezeichnet man als Schleudern. Schleudern führt zu erhöhtem Verschleiß an Schienenköpfen und Radlaufflächen, zusätzlich können sich durch Übertourung oder plötzliches Fangen des Radsatzes Schäden am Antrieb ergeben.
Für die Übertragung von Bremskräften gilt Ähnliches; demnach lassen sich folgende Bewegungszustände zwischen Rad und Schiene unterscheiden:
- Rollen (Radumfangsgeschwindigkeit ≈ Fahrgeschwindigkeit)
- Schleudern (Radumfangsgeschwindigkeit ≫ Fahrgeschwindigkeit)
- Gleiten (Radumfangsgeschwindigkeit ≪ Fahrgeschwindigkeit)

## Schleuderschutz
Kommt es zu einem Schleudern der Radsätze, so wird dem zunächst durch eine Reduzierung der Zugkraft sowie vor allem bei klotzgebremsten Fahrzeugen auch durch Anlegen der Bremse mit geringen Drücken von maximal 1,0 bar begegnet (Schleuderschutzbremse). Dadurch können schleudernde Achsen schnell abgefangen werden, zudem werden die Radlaufflächen vom Schmierfilm gereinigt und aufgeraut. Anschließend (oder auch vorbeugend) kann, um den Haftreibungsbeiwert zu erhöhen, an bestimmten Achsen Sand aus einer Sandstreueinrichtung unter die Räder geblasen werden.
Bei älteren Fahrzeugen, zum Beispiel der Baureihe 110, obliegt die Anpassung der Antriebsleistung an das Reibwertmaximum und die Bedienung der Schleuderschutzbremse dem Triebfahrzeugführer. Der bei älteren Fahrzeugen teilweise angewendete Gruppenantrieb wirkte zudem dem Schleudern einzelner Treibradsätze in der Gruppe entgegen.
Neuere Fahrzeuge, beispielsweise die DB-Baureihen 218 und 111, können einen Schleudervorgang selbsttätig erkennen; sie begrenzen dann die Antriebsleistung vorübergehend. Eine darüber hinausgehende Funktionalität stellt eine Haftwerterfassung bereit, welche den maximalen Reibungswert erkennt und die Zugkraft darauf abgestimmt einregelt. Eine der ersten Baureihen mit einer noch relativ schwachen Version einer solchen Einrichtung war etwa die Baureihe 143. Noch später wurde es möglich (wie etwa bei der Baureihe 101), mit der Haftwerterfassung und radsatzweise regelbaren Antrieben das gesamte Haftreibungspotential voll auszuschöpfen, teilweise sogar unter Ausnutzen höherer Reibwerte im Superschlupfbereich.
Mit einer optimierten Traktionsregelung können Rad-Schiene-Reibwerte von 0,366 reproduzierbar erreicht werden.